# Браєн Елліотт
Браєн Елліотт (англ. Brian Elliott; 9 квітня 1985, м. Ньюмаркет, Канада) — канадський хокеїст, воротар. Виступає за «Філадельфія Флайєрз» у Національній хокейній лізі.
Виступав за Вісконсинський університет (NCAA), «Бінгемтон Сенаторс» (АХЛ), «Оттава Сенаторс», «Сент-Луїс Блюз».
В чемпіонатах НХЛ — 178 матчів, у турнірах Кубка Стенлі — 4 матчі.